# Dar Chaffaï (kommun)
Dar Chaffai (franska: Dar Chaffai (CR), Dar Chaffai (Commune Rurale), arabiska: بني خلوك) är en kommun i Marocko.   Den ligger i provinsen Settat och regionen Casablanca-Settat, i den norra delen av landet, 170 km söder om huvudstaden Rabat. Antalet invånare är 17 632.